# 马西奥·弗朗西斯科·达·席尔瓦
馬斯奧（Marcio Fransisco Da Silva，是一名足球運動員，司職前鋒，曾效力香港甲組足球聯賽球隊公民，現效力馬其頓球會FK Rabotnicki。

## 外部連結
- 香港足球總會網頁球員註冊資料 （页面存档备份，存于）